# کونوئه هیروکو
کونوئه هیروکو (به ژاپنی: 近衛熙子)، نام بودایی تنئی-این؛ (تولد ۱۶۶۶ – مرگ ۱۷۴۱ میلادی)، یک زن در دوره ادو، زن اصلی (سی‌شیتسو) یا میدای‌دوکورو شوگون ششم توکوگاوا ایه‌نوبو بود.